# Исконицкий, Михаил Петрович
Михаил Петрович Исконицкий  (1882—8 января 1938) — большевик, секретарь Челябинского горкома РСДРП в 1907 году; позднее меньшевик, поручик царской армии, участник Гражданской войны на стороне белых. Был взят в плен, в начале 1930-х арестован, заключенный Белбалтлага, пытался бежать, расстрелян в Сандармохе. 

## Биография
Родился в 1882 году в бывшем тогда в составе Российской империи городе Карсе, ныне на территории современной Турции. Дворянин по социальному происхождению. Православного вероисповедания. Окончил Кутаисскую гимназию с серебряной медалью. В 1900 году поступил на первый курс естественного отделения  Императорского Московского университета.  
В октябре-декабре 1905 года, вместе  В. Я. Мрачковским, М. А. Земцовым и И. С. Пантелеевым, организатор забастовки рабочих Верхнеуфалейского железнодорожного депо.
В 1906 году вместе С. В. Гордеевым и А. Ф. Панфиловым вошёл в группу агитаторов, созданную при уральской большевистской организации, для разъяснения сущности правительственной политики в отношении выборов во II-ю Государственную Думу.
В результате борьбы между большевиками и меньшевиками, усилившейся в январе-феврале 1907 года, в Челябинской организации РСДРП был переизбран городской партийный комитет. Все меньшевики были выведены из его состава, глава комитета меньшевик Семёнов-Булкин уехал из Челябинска. А вместо него городской комитет возглавил направленный Уральским комитетом большевик М. П. Исконицкий (партийная кличка "Краснов").
C 13 мая по 1 июня 1907 года под псевдонимом «Михаил» участвовал как делегат с правом решающего голоса от Челябинской  организации большевиков участвовал в работе 5-го (Лондонского) съезда РСДРП. Голосовал в соответствии с фракционной (большевистской) дисциплиной.
Осенью 1907 года, после железнодорожной забастовки, в организации которой челябинские большевики принимали участие, Исконицкий подвергся преследованиям полицией и был вынужден выехать в Петербург. Уральский областной комитет РСДРП направил в Челябинск для руководства городской организацией профессионального революционера М. Д. Кретова, имевшего партийную кличку "Фока".
Есть указания, что с 1908 по 1917 год состоял помощником присяжного поверенного, но сведений о переходе с естественного отделения на юридический факультет пока обнаружить не удалось. 
В Протоколах V съезда РСДРП сообщается, что Исконицкий "в 1910 г. от партии отошёл". Вероятно, речь о выходе из большевистской фракции, так как по другим сведениям в партии меньшевиков он состоял вплоть до 1917 года.
Во время Первой мировой войны в действующей армии.  Прапорщик, призван из запаса легкой артиллерии в Сибирскую тяжёлую артиллерийскую бригаду.  Награждён 4 орденами, в том числе 5 апреля 1915 года пожалован за отличия в делах против неприятеля Орденом Станислава 3 степени с мечами и бантом. Конец Первой мировой встретил в чине поручика.  Во время гражданской войны  служил в армии Деникина. Взят в плен в 1919 году, на особом учёте в Балтской ЧК (Балтский округ Одесской губернии). 
В начале 1930-х годов арестован. Следственным комитетом Мособлсуда осуждён по ст. 58-10 УК РСФСР к 5 годам ИТЛ  и поражению в правах на 2 года. Отбывал наказание в Беломорско-Балтийском ИТЛ
25 декабря 1937 года задержан после совершённого им побега. 31 декабря 1937 года осуждён тройкой при НКВД Коми АССР по ст. 82 (побег), приговорён к  ВМН. Расстрелян 8 января 1938 в Сандармохе в Карелии.

## Семья
Достоверных сведений о семье М. П. Исконицкого нет. Есть сведения о возможном отце, матери и брате. Cекретарь Дагестанского областного по городским делам присутствия, коллежский советник Пётр Васильевич Исконицкий известен как главный редактор «Дагестанских областных ведомостей» в 1909-1912 годах, после его увольнения несколько номеров этой газеты были подписаны к печати Пелагеей Мартыновной Исконицкой. Пётр Петрович Исконицкий, студент Санкт-Петербургского университета, был задержан 3 декабря 1905 года вместе с ещё 222-мя лицами на заседании Санкт-Петербургского Совета Рабочих Депутатов в зале Вольного экономического общества, помещен в камеру № 465.

## Рекомендуемые источники
- Центральний дерваний архiв Вищих органiв влади та управлiния України. Ф. 2, Оп. 6. № п/п  Исконицкий, Михаил Петрович  24 с.